# Нгамринг
Нгамринг (тиб. ངམ་རིང་རྫོང་, Вайли: ngam ring rdzong, кит. упр. 昂仁县, пиньинь Ángrén xiàn) — уезд городского округа Шигадзе, Тибетского автономного района, в Китае.

## История
Уезд был образован в декабре 1959 года.

## Климат
Климат здесь сухой и холодный, безморозный период 60-100 дней. Средняя температура +4,5 °C, средняя температура января -3, июля +12 °C, годовое количество осадков около 400 мм.

## Административное деление
Уезд делится на 2 посёлка и 15 волостей:
- Посёлок Кага (卡嘎镇)
- Посёлок Сангсанг (桑桑镇)
- Волость Яму (亚木乡)
- Волость Дацзюй (达居乡)
- Волость Цюво (秋窝乡)
- Волость Чере (切热乡)
- Волость Добай (多白乡)
- Волость Шивучи (日吾其乡)
- Волость Сюнба (雄巴乡)
- Волость Чадзи (查孜乡)
- Волость Амусюн (阿木雄乡)
- Волость Руша (如沙乡)
- Волость Конглонг (孔隆乡)
- Волость Ниго (尼果乡)
- Волость Цомай (措迈乡)
- Волость Дажо (达若乡)
- Волость Гунцзюбу (贡久布乡)